# Hokendauqua, Pennsylvania
Hokendauqua, Pennsylvania (енгл. Hokendauqua) насељено је место без административног статуса у америчкој савезној држави Пенсилванија.

## Демографија
По попису из 2010. године број становника је 3.378, што је 33 (-1,0%) становника мање него 2000. године.
| Група             | 2000.         | 2010.         |
| Белци             | 3.234 (94,8%) | 3.016 (89,3%) |
| Афроамериканци    | 60 (1,8%)     | 97 (2,9%)     |
| Азијати           | 29 (0,9%)     | 43 (1,3%)     |
| Хиспаноамериканци | 71 (2,1%)     | 210 (6,2%)    |
| Укупно            | 3.411         | 3.378         |